# Maria Ivogün
Maria Ivogün (* 18. November 1891 in Budapest, Österreich-Ungarn; † 3. Oktober 1987 in Beatenberg, Schweiz; eigentlich Maria Ida Jólan Kempner) war eine ungarische Opernsängerin (Sopran). Sie war insbesondere eine Interpretin der Werke Mozarts.

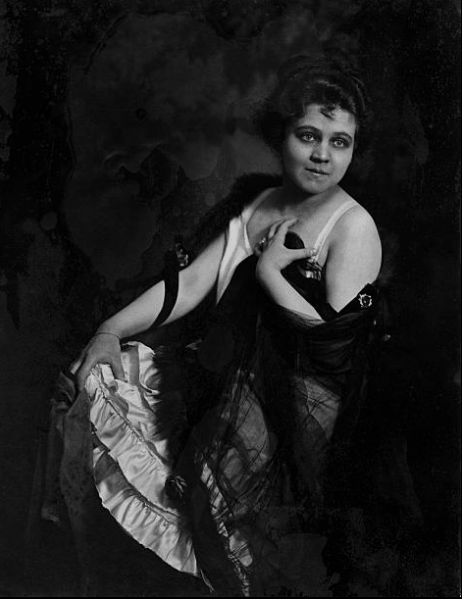
Franz Grainer: Maria Ivogün (1917)

## Leben
Maria Ivogün war die Tochter des österreichisch-ungarischen Oberst Pál Kempner und der österreichischen Operettensängerin Ida von Günther, von der sie ihren Künstlernamen ableitete (Ida VOn GÜNter). Bedingt durch die zweite Ehe der Mutter mit einem Schweizer, verbrachte sie den größten Teil ihrer Kindheit und Jugend in Zürich. Von 1909 (anderen Quellen zufolge bereits 1907) begann sie an der Musikakademie in Wien bei Irene Schlemmer-Ambros Gesang und bei den Professoren Frauscher und Stoll Schauspiel zu studieren.
Als die junge Sopranistin 1913 an der Wiener Hofoper vorsang, wurde sie abgelehnt. Der dortige Hofkapellmeister Bruno Walter erkannte jedoch ihr außergewöhnliches Talent und engagierte sie an seine neue Wirkungsstätte, die Königliche Hofoper in München. Obwohl Maria Ivogün ursprünglich vorhatte, zunächst an kleineren deutschen Theatern Karriere zu machen, stimmte sie schließlich zu und gab ihr Debüt in München in der Rolle der Mimi in Puccinis La Bohème. Drei Jahre später, 1916, sang sie bei der Neubearbeitung der Ariadne auf Naxos in Wien auf ausdrücklichen Wunsch des Komponisten Richard Strauss die Zerbinetta. Im selben Jahr vertrat sie eine erkrankte Sängerin als Königin der Nacht aus Mozarts Zauberflöte, eine Rolle, für die Maria Ivogün viel Beachtung erhielt, und mit der sie den Grundstein für ihren Erfolg legte.
1917 wurde ihr der Titel Königlich Bayerische Kammersängerin verliehen. Im selben Jahr sang sie den Ighino in der Uraufführung von Pfitzners Palestrina an der Seite des Tenors Karl Erb in der Titelrolle, den sie 1921 heiratete. Das Künstlerehepaar riss mit seiner Gesangeskunst Presse und Publikum zu frenetischen Begeisterungsstürmen hin.
An zwei weiteren bedeutenden Uraufführungen in München wirkte Ivogün in Hauptrollen mit: Im Ring des Polykrates des damals neunzehnjährigen Erich Wolfgang Korngold (UA 28. März 1916) sang sie die Laura, in Walter Braunfels’ Die Vögel (UA 4. Dezember 1920) verkörperte sie die Nachtigall.
Zur Spielzeit 1925/1926 folgte die gefeierte Sopranistin Bruno Walter an die Städtische Oper Berlin. Dort blieb sie als festes Ensemblemitglied bis 1932. 1932 ließ sich Maria Ivogün von Karl Erb scheiden und heiratete im Juli 1933 in Andechs ihren Pianisten Michael Raucheisen.
Zahlreiche Konzertreisen und Operngastspiele führten die Sopranistin ins In- und Ausland. Sie trat u. a. an der Mailänder Scala, der Wiener Staatsoper, der Londoner Covent Garden Opera, der Chicagoer Oper und an der New Yorker Metropolitan Opera auf. Auch bei den Salzburger Festspielen war sie 1930 in Don Pasquale als Norina zu sehen.
Wegen eines Augenleidens beendete sie 1932 ihre Opernkarriere und 1934 ihre Laufbahn als Liedsängerin.

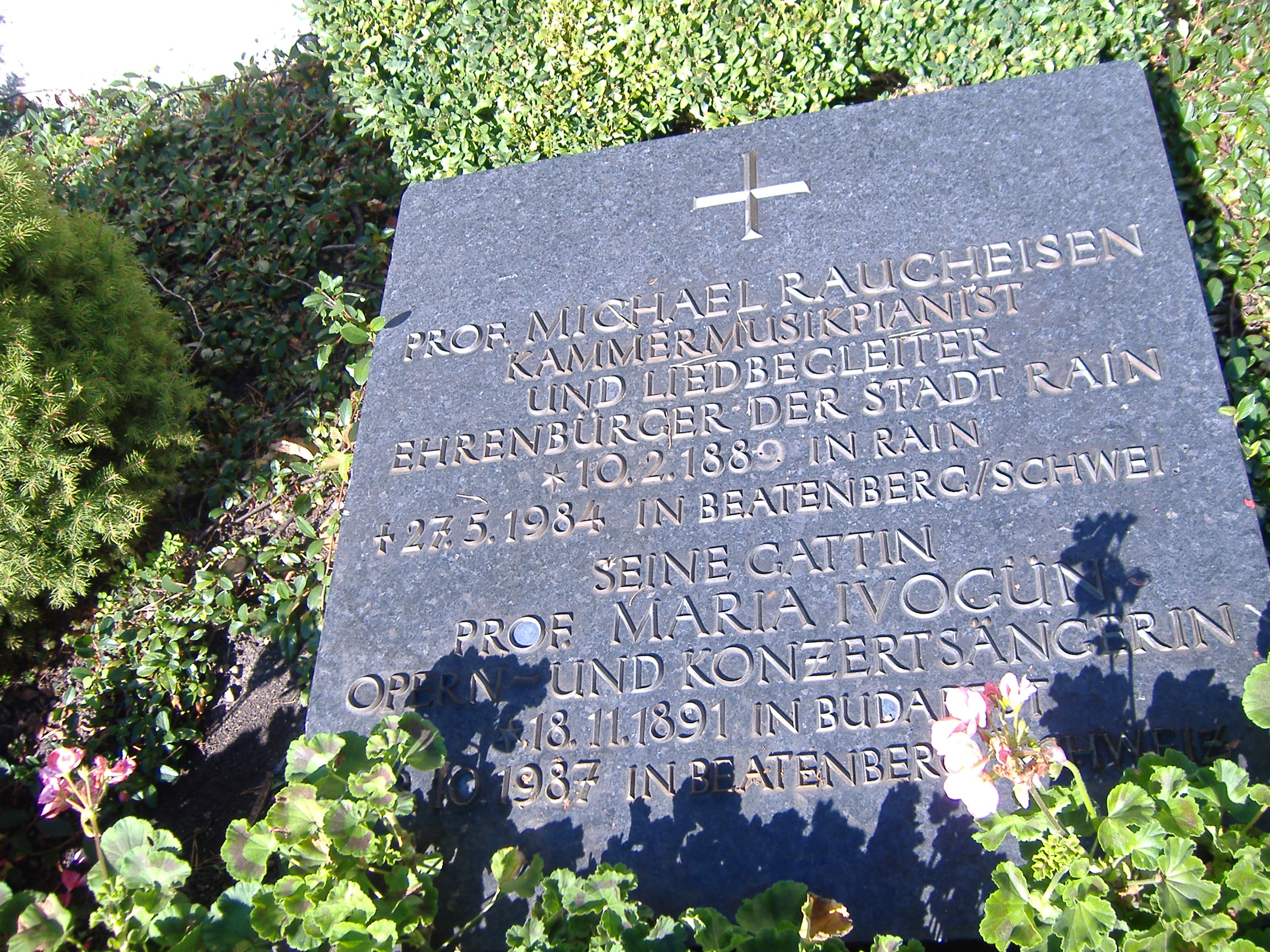
Grabstätte der Künstlerin

Von 1948 bis 1950 unterrichtete Maria Ivogün an der Musikhochschule Wien, anschließend wurde sie Professorin an der Musikhochschule Berlin. Ihren Lebensabend verbrachte sie in der Schweiz. Die letzte Ruhestätte fand die Sängerin an der Seite ihres Ehegatten Michael Raucheisen im Städt. Friedhof von dessen Geburtsstadt Rain, Bayern.

## Werk
Die Sopranistin Ivogün gilt als einflussreiche Opernsängerin des 20. Jahrhunderts. In der Zeit zwischen den beiden Weltkriegen trug sie wesentlich zum europaweit guten Ruf der Opernaufführungen in Deutschland bei. Zahlreiche Schallplatteneinspielungen (u. a. zusammen mit ihrem ersten Ehemann) runden ihre künstlerische Tätigkeit ab.
Maria Ivogün wirkte als Lehrerin und Mentorin vieler berühmter Sängerinnen der Oper und der Unterhaltungsmusik. Zu ihren Schülerinnen zählen u. a. die Opernsängerinnen Elisabeth Schwarzkopf, Rita Streich, Evelyn Lear, Thea Linhard, Renate Holm und Helga Kosta. Aber auch die in den 1950er Jahren beliebte Schlagersängerin Gitta Lind war eine Schülerin der „Operndiva“.

## Diskografie (Auswahl)
Von Maria Ivogün existieren Schallplattenaufnahmen auf den Labels Odeon (Berlin, 1916–1919), Brunswick (New York, 1922–1925), Deutsche Grammophon (Berlin 1924–1925) und Electrola (Berlin, 1932). Auf etwa 60 Seiten singt sie bekannte Arien ihres Repertoires, Duette mit Karl Erb sowie einige Lieder.
Wiederveröffentlichungen:
- Sämtliche Aufnahmen bei Preiser Records, Wien:
  - Maria Ivogün. Lebendige Vergangenheit LV 67 (Odeon), 68 (Brunswick), 69 (Grammophon) (3 LPs, ca. 1969)
  - Maria Ivogün: unveröffentlichte Aufnahmen. (Odeon) Court Opera Classics CO 380 (LP, 1979)

- Ausgewählte Aufnahmen:
  - Die goldene Stimme – Maria Ivogün. Odeon/Dacapo O 83 395 (LP, Köln, ca. 1966)
  - Ivogün. Nimbus Records/Prima Voce NI 7832 (CD, Wyastone Leys, Großbritannien, 1992)
  - Maria Ivogün: the complete Odeon recordings – 17 unpublished items 1916–1919. Preiser Records 89 237 (2 CDs, Wien, 2001)